# パテア

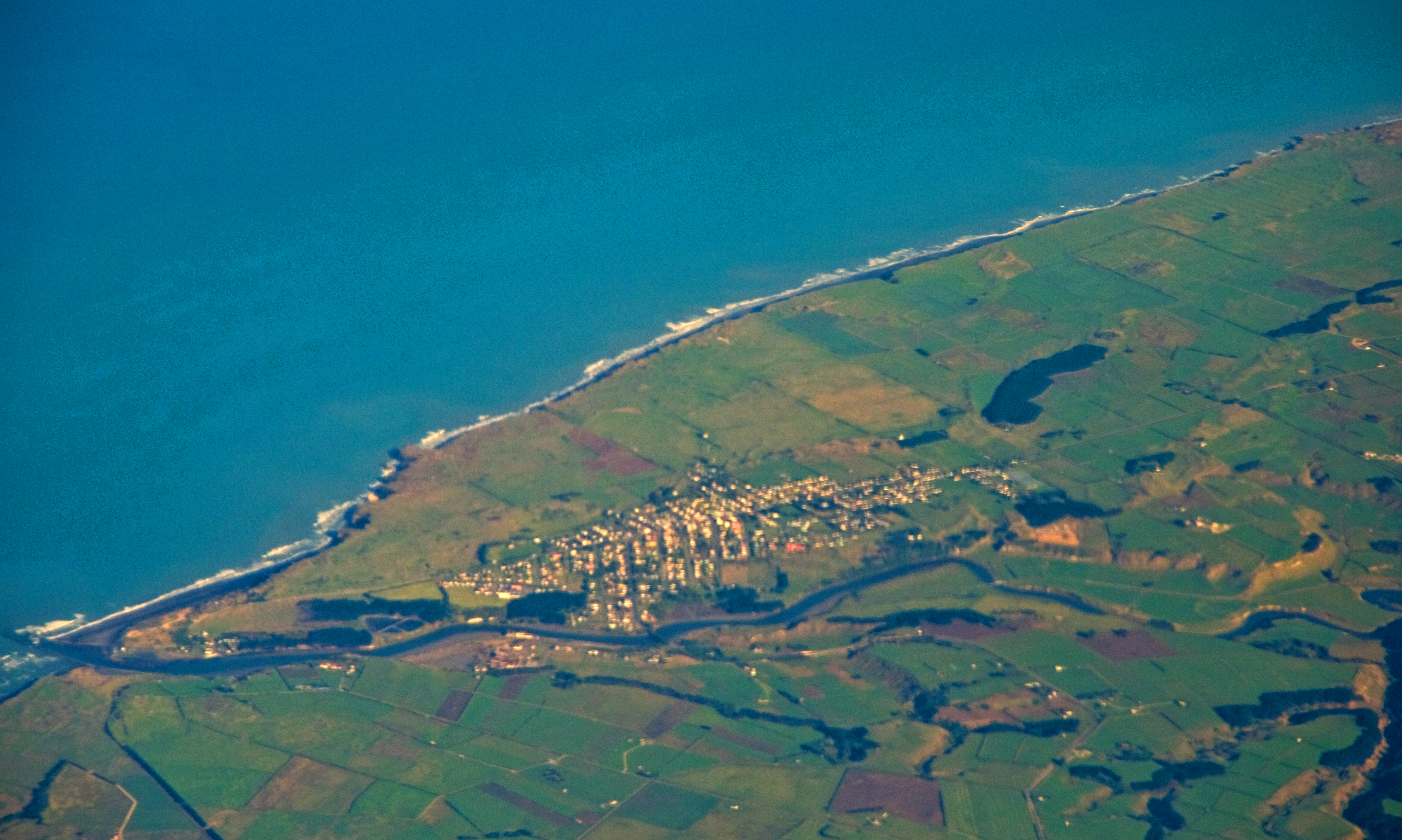
パテア

パテア (英: Patea) は、ニュージーランドの北島のタラナキ地方東南部にある小さな田舎町で、ハウェラから約27km内陸に位置する。ウェイヴァリーからの距離は17kmとなる。町の人口は、2006年において1,143人であった。